# Oaxaca
Oaxacaⓘ – stan w południowym Meksyku, w rejonie przesmyku Tehuantepec. Graniczy ze stanami: Guerrero (na zachodzie), Puebla (na północnym zachodzie), Veracruz (na północy), Chiapas (na wschodzie). Na południu Oaxaca sąsiaduje z Oceanem Spokojnym. Główne atrakcje turystyczne to kolonialna stolica o tej samej nazwie i pobliskie ruiny Monte Albán oraz piaszczyste wybrzeże i dzikie góry. Region słabo rozwinięty, dużą część ludności stanowią Indianie, m.in. Zapotekowie, Mistekowie, Mazatekowie, Mixe, Chontalowie, Chinantekowie.

## Podział administracyjny
Oaxaca dzieli się na 570 gmin – (hiszp. municipios).

## Historia
Znaleziska archeologiczne pozwalają sądzić, że człowiek na tym terenie był obecny już 11 tys. lat p.n.e. Jest to więc jedna z najwcześniej zamieszkanych przez człowieka części Meksyku. Ok. 3000 p.n.e. rozwinęła się tutaj kultura Olmeków. W 2000 p.n.e. pojawiła się cywilizacja Quiché. Ruiny wybudowanego tutaj słynnego ośrodka miejskiego Monte Albán są datowane na 800 p.n.e. Kolejną kulturę w tym rejonie stworzyli Zapotekowie, którzy w 800 n.e. stworzyli skomplikowany system nawadniania pól. W XIII w. do regionu przybywają pierwsi Aztekowie. Zakładają m.in. miasto Oaxaca, a w połowie XIV całkowicie podporządkowali sobie większość ludów na tym obszarze.
Po przybyciu ekspedycji Hernána Cortésa na początku XVI w. jego posłańcy przybyli w ten rejon w poszukiwaniu sprzymierzeńców do walki z Imperium Azteków. Udało im się jedynie zawrzeć pokój z Chinantekami. Niedługo po pokonaniu Azteków Oaxaca zostaje podbita dla Korony Hiszpańskiej przez Francisco de Orozco i Pedro de Alvarado. Pierwsze próby nawracania miejscowych plemion podejmowano już w 1521. W 1529 Cortés chcący ochronić podbite przez siebie terytoria nakazał zniszczenie osiedli założonych przez przybyłych tu wcześniej konkwistadorów. W ten sposób zamierzał wyeliminować konkurencję w walce o władzę na terenie kolonii. Oaxaca przez kilka lat po podboju była niszczona w wyniku walk pomiędzy samymi Hiszpanami a także w wyniku oporu stawianego im przez Indian. Cortés zapoczątkował uprawę trzciny cukrowej i pszenicy na tym obszarze, uprawy te wkrótce stały się jednym z głównych elementów tutejszej gospodarki.
W XVI w. społeczność indiańska znacząco osłabła liczebnie, co było spowodowane brutalnym traktowaniem przez kolonizatorów, głodem oraz chorobami przywiezionymi z Europy. Mimo to produkcja rolna wzrastała a region bogacił się na handlu z sąsiednią Pueblą i ze stolicą. Na dużą skalę wytwarzano jedwab. Handel jedwabiem umożliwił nawiązanie kontaktów z Peru poprzez pacyficzne porty Huatulco i Tehuantepec. Stolica położona w Antequera (później przemianowana na Oaxaca) miała w tym czasie ponad 6 tys. mieszkańców.
W 1812 dotarł tu ruch niepodległościowy za pośrednictwem księdza José Maríi Morelosa y Pávona. Podjęta przez rojalistów próba odzyskania kontroli na tym rejonem za pomocą wojsk z Gwatemali nie udała się. Po śmierci Morelosa Hiszpanom udało się odzyskać Oaxacę. Ich panowanie trwało jednak krótko, bo w 1821 Oaxaca dołączyła do niepodległego Meksyku. W 1824 region otrzymał status stanu.
Po odzyskaniu niepodległości stanem wstrząsały liczne niepokoje, których doświadczała i reszta kraju. Po serii walk pomiędzy frakcjami liberałów i konserwatystów doszło do uspokojenia sytuacji. Stało się tak dopiero po przejęciu urzędu prezydenta przez Benita Juáreza, który urodził się w Oaxace. Juarez stał się bohaterem walk z interwencją francuską w latach 60. XIX w. Po Juárezie dyktatorskie rządy sprawował Porfirio Díaz (również pochodzący z Oaxaki), dzięki któremu rozbudowano infrastrukturę drogową i kolejową. Díaz został obalony w wyniku wybuchu rewolucji meksykańskiej w 1910.
W czasie sprawowania władzy przez Juáreza i Díaza Oaxaca rozwinęła się jako ośrodek rolniczy, handlowy i finansowy. Díaz połączył większe miasta stanu za pomocą kolei i telegrafów. Gdy reżim Díaza chylił się już ku upadkowi, czołowi politycy z Oaxaki udzielali mu poparcia w walce z rewolucjonistami. Mimo to także i tutaj doszło do zamieszek. Walki rozgorzały na dobre, po tym jak dotychczasowi przywódcy rewolucyjni zaczęli konkurować pomiędzy sobą o władzę.
Po rewolucji Oaxaca zaczęła odchodzić od wizerunku rolniczego stanu, coraz większą rolę zaczęła odgrywać turystyka. Odkryto tu liczne pozostałości po indiańskich cywilizacjach. Oaxaca zyskała sobie sławę „kolebki” kultury meksykańskiej.

## Warunki geograficzne i klimatyczne
W dolinie Oaxaca, na Przesmyku Tehunatepec oraz na wybrzeżu przeważa teren równinny. Mimo to Oaxaca jest jednym z najbardziej górzystych stanów meksykańskich. Przebiegają tu trzy duże pasma górskie (tzw. sierry): Sierra Madre del Sur, Sierra Madre Oriental i Sierra Atravesada. W regionie znajdują się liczne jaskinie i wąwozy.
Największą rzeką jest Río Papaloapan, którą tworzy kilka mniejszych rzek wpadających do niej przy granicy z Veracruz.
Oaxaca słynie ze swoich malowniczych wodospadów, z których najsłynniejsze to: Salto de Conejo, Cabdadihui, Yatao, Salto de Fraile i Apaola. Przy wybrzeżu znajdują się liczne laguny, z których największe to: Chacahua, Manialtepec, Laguna Superior i Laguna Inferior.
Przez cały rok klimat ma charakter umiarkowany. Średnia temperatura w zimie wynosi 17 °C (listopad, grudzień i styczeń). Od maja do sierpnia temperatura sięga ok. 22 °C. Średnia roczna opadów w Oaxaca de Juárez wynosi 69,5 cm. Średnia opadów dla całego stanu waha się od 42,7 do maksimum 375 cm. Stan czasami pada ofiarą tropikalnych huraganów.
Na terenie Oaxaki występuje ok. 30 tys. różnych gatunków roślin. Do najpospolitszych drzew należą: Abies religiosa, cyprysy, mahoniowce, jesiony i dęby. Na wybrzeżu rosną palmy kokosowe i roślinność namorzynowa. Z fauny zwierzęcej można wymienić: wiewiórki, oposy, pancerniki (armadillo), jelenie, różne gatunki dzikich kotów, dziki, tapiry i małpy. Żyją tu takie ptaki jak: orły, jastrzębie i szczygły. Z fauny morskiej występują: homary, krewetki, karpie.

## Gospodarka
Większość ludności stanu znajduje zatrudnienie w rolnictwie (rolnictwo ma 15% udział w gospodarce regionu). Usługi mają coraz większe znaczenie (22%). Z innych sektorów dużą rolę odgrywają finanse (20%), handel (16%), przemysł (14%), transport (8%), budownictwo (4%) i górnictwo (1%).
Większość zakładów produkcyjnych ma swoją siedzibę w środkowej części stanu (głównie region Tuxtepec i Przesmyk Tehuantepec). Przemysł nie ma dużego znaczenia dla Oaxaki. Z większych przedsiębiorstw można wymienić: rafinerię w Salina Cruz, która dostarcza produkty naftowe dla całego rejonu pacyficznego.
Oaxaca słynie z wyrobów rękodzieła ludowego. Wyrabia się tu m.in.: tradycyjne tkaniny, ceramikę, przedmioty z drewna i skóry. Wyroby te są głównie wytwarzane przez pojedyncze osoby, chociaż spotyka się też spółdzielnie produkcyjne.
Do najważniejszych roślin uprawnych należą: mango i kawa. Dla rynku lokalnego sieje się kukurydzę i fasolę. Z innych roślin można wymienić: dyniowate, awokado, cytrusy, trzcinę cukrową i tytoń. Najczęściej hoduje się: bydło mięsne i mleczne.   
Oaxaca dysponuje jeszcze słabo rozwiniętym rybołówstwem, mimo tego, że u jej brzegów występuje wiele gatunków jadalnych ryb. W dużych ilościach poławia się krewetki.
Stan porastają gęste lasy, z których drewno pozyskuje się głównie dla miejscowych potrzeb (opał i budownictwo). Z surowców mineralnych wydobywa się: złoto, srebro, ołów, miedź i cynk.

## Turystyka
Oaxaca dysponuje długimi i czystymi plażami (głównie Huatulco) i ośrodkami dla uprawiania sportów wodnych i nurkowania. Zatoka Tangolunda przyciąga turystów ceniących walory przyrodnicze. Głównym ośrodkiem turystycznym pozostaje Puerto Escondido. Stan słynie z ceramiki wyrabianej z czarnej gliny. Miasto Oaxaca de Juarez posiada starą kolonialną zabudowę. Każdego roku pod koniec lipca odbywa się festiwal Fiestas of Lunes del Cerro, podczas którego celebruje się dziedzictwo kulturowe stanu. Festival de los Rábanos odbywa się w grudniu, a centralnym punktem jego obchodów są specjalnie hodowane rzodkiewki.

## Ważniejsze zabytki
- Pałac Gubernatora (Palacio de Gobierno del Estado de Oaxaca) wznosi się przy południowej pierzei placu. Pochodzi z XIX wieku. Budynek wykonany jest z marmuru, w jego wnętrzu fresk, zdobiący klatkę schodową, który ukazuje historię Meksyku, oraz arkadowy dziedziniec. Jest siedzibą władz miejskich[4].

## Galeria

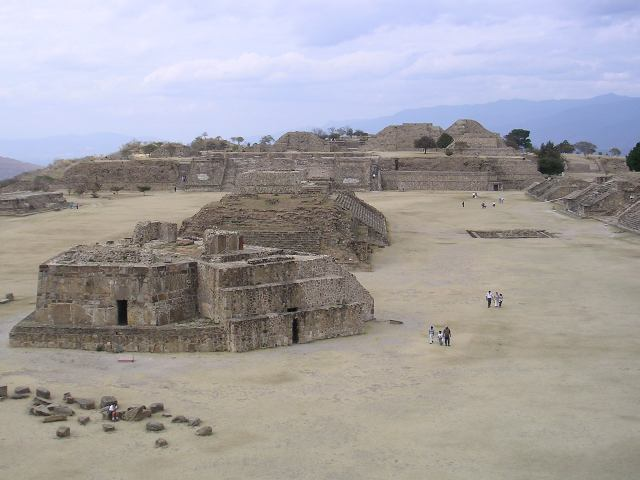
Monte Albán
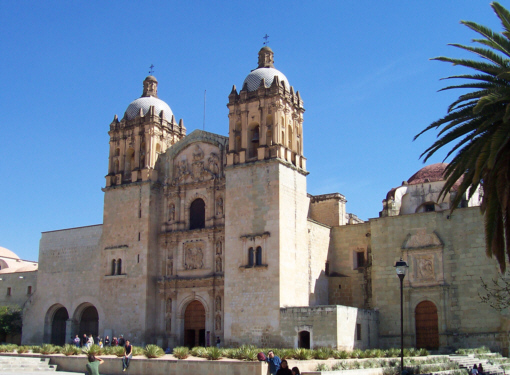
Santo Domingo
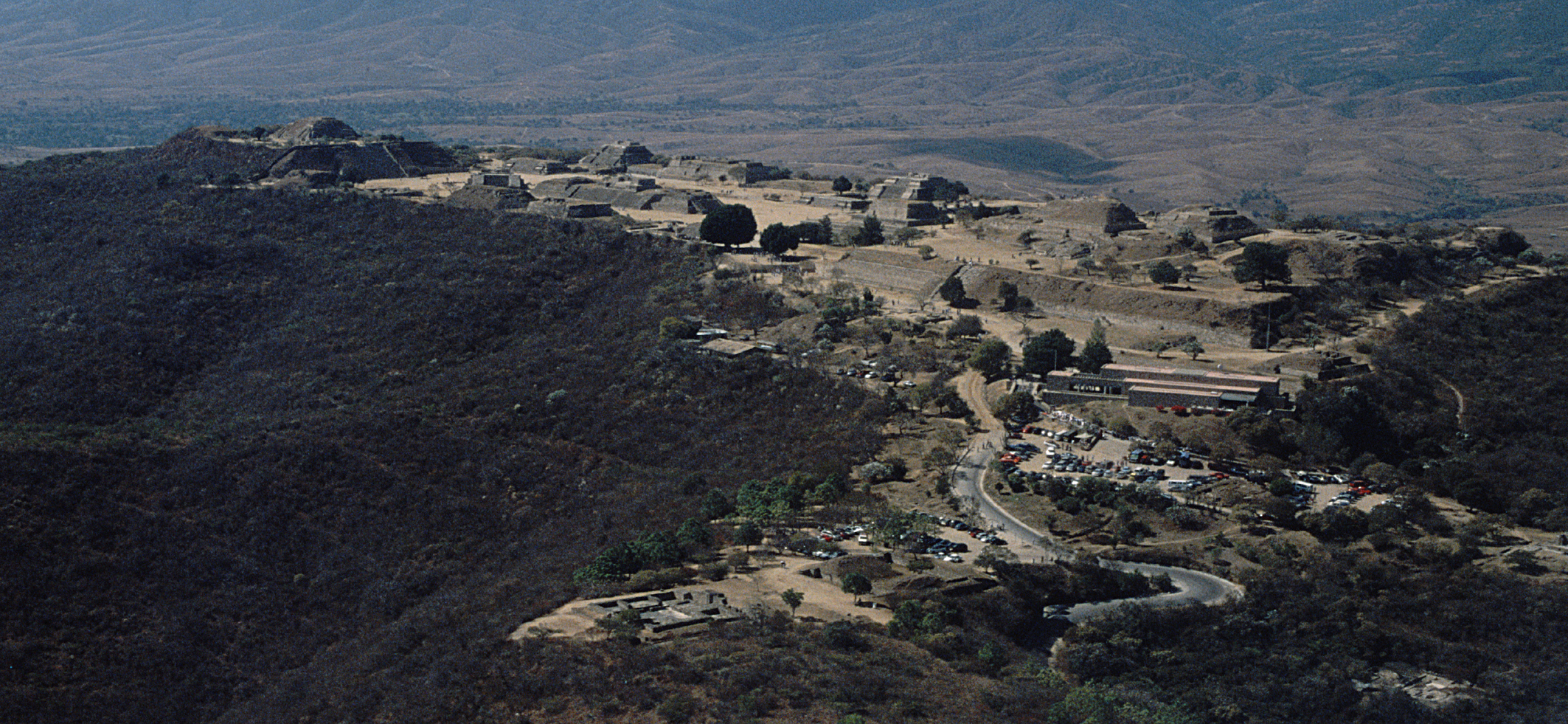
Monte Albán
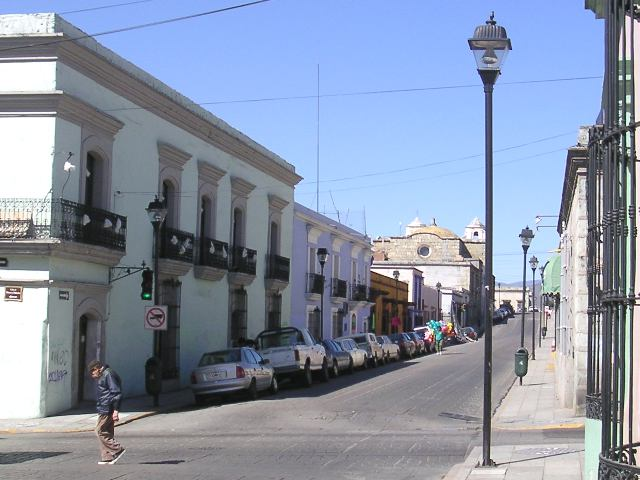
Oaxaca de Juárez
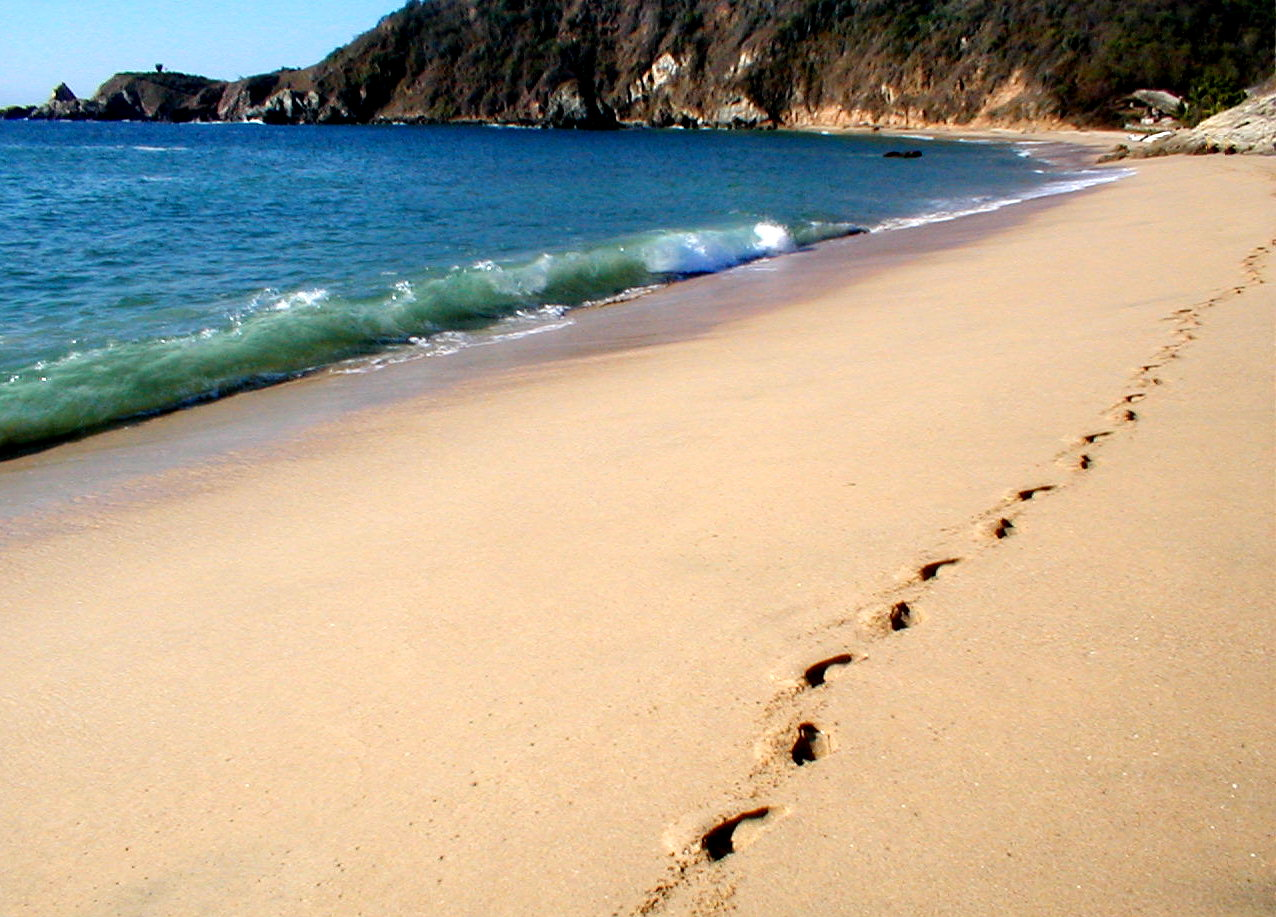
Plaża Mazunte
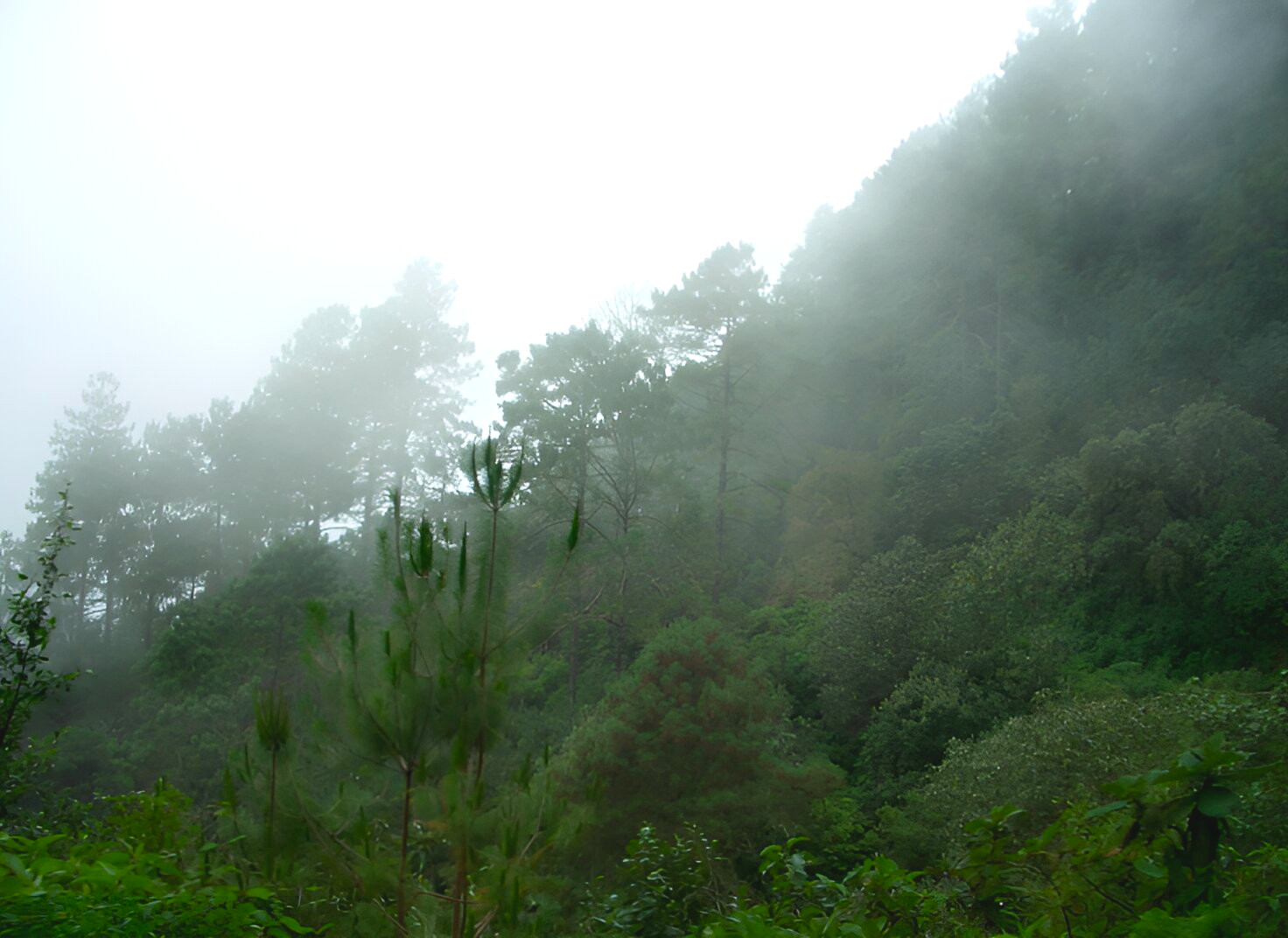
Sierra Sur de Oaxaca